# Neopectinimura
Neopectinimura – rodzaj motyli z rodziny Lecithoceridae. Występuje endemicznie na Nowej Gwinei. Obejmuje 8 opisanych gatunków.

## Morfologia
Motyle te osiągają od 10 do 13 mm rozpiętości skrzydeł, co stanowi rozmiary mniejsze niż u pokrewnej Pectinimura. W ubarwieniu wierzchu głowy, tułowia i teguli dominuje kolor żółtawobiały do żółtawobrązowego. Czułki cechują się dość długim, często rozszerzonym u szczytu trzonkiem oraz zaopatrzonym w wyspecjalizowane włoski biczykiem. Głaszczki wargowe mają pierwszy człon krótki i niezmodyfikowany, drugi pogrubiony lub wyposażony w kępkę łusek w części brzuszno-wierzchołkowej, trzeci zaś ostro zakończony i o zmiennym rozmiarze. 
Skrzydło przednie ma zaokrąglony wierzchołek oraz wypukłą i nieco ukośną krawędź zewnętrzną. Barwa tła jest żółtawobiała do ciemnobrązowej. Na nim występują czarniawe plamki dyskalne pośrodku i na końcu komórki, czarniawe kropki przed wierzchołkiem i wzdłuż zewnętrznego brzegu skrzydła, a czasem też ciemnobrązowa kropka poniżej komórki. Jego użyłkowanie odznacza się pierwszą żyłką radialną (R1) wychodzącą za środkiem komórki, żyłkami drugą i trzecią radialną ze wspólną szypułką (R3+4), brakiem piątej żyłki radialnej (R5), pierwszą żyłką medialną (M1) odsuniętą od nasady trzeciej żyłki radialnej (R3) i prawie równoległą do trzeciej żyłki medialnej (M3), która to z kolei jest oddzielona od wspólnego trzonka żyłek kubitalnych przednich pierwszej i drugiej  (CuA1+2), dobrze rozwiniętymi żyłkami analnymi oraz zamkniętą komórką. Skrzydło tylne ma spiczasty wierzchołek, ukośną krawędź zewnętrzną i pomarańczowoszare ubarwienie. Jego użyłkowanie cechuje się wychodzącymi z krótkiego wspólnego trzonka sektorem radialnym (Rs) i pierwszą żyłką medialną (M1), dobrze wykształconą drugą żyłką medialną (M2) biorącą początek na wysokości ⅓ długości komórki, wspólnym odcinkiem trzeciej żyłki medialnej (M3) i pierwszej żyłki kubitalnej przedniej (CuA1) oraz otwartą komórką. 
Odwłok ma na siódmym segmencie pędzelek z wyspecjalizowanych włosków co najmniej tak długich jak cały segment. Samiec ma genitalia o jajowatych z pośrodku wyciętym brzegiem doogonowym płatach nasadowych unkusa, trójkątnej jukście ze słabo zesklerotyzowanymi płatami bocznymi o długości mniejszej niż ⅓ długości winkulum oraz przysadzisty i na szczycie rozwidlony edeagus z cierniami wykształconymi w formie słabo zesklerotyzowanych płytek. Połączona delikatnie zakrzywioną rozpórką z tegmenem walwa jest tak długa jak edeagus, u nasady szersza, a dalej wydłużona ku zaokrąglonemu wierzchołkowi, zaopatrzona we wklęśniętą przed środkiem kostę oraz wąski i silnie zesklerotyzowany sakulus, sięgający do połowy jej długości. Pośrodku brzusznego brzegu walwy, podobnie jak u rodzajów Pectinimura, Onnuria i Hamatina, wyrasta grzebykowata płytka.

## Rozprzestrzenienie
Rodzaj ten jest endemitem Nowej Gwinei na północy krainy australijskiej. Znany jest zarówno z Papui-Nowej Gwinei (z prowincji Madang i Morobe), jak i indonezyjskiej Papui.

## Taksonomia
Takson ten wprowadzony został w 2010 roku przez Park Kyuteka w publikacji współautorstwa Byun Bongkyu na łamach Florida Entomologist. Gatunkiem typowym wyznaczył on opisanego w tej samej pracy N. beckeri. Nazwa rodzajowa pochodzi z łaciny i oznacza „nowa Pectinimura”, nawiązując do pokrewnego rodzaju.
Do rodzaju tego zalicza się 8 opisanych gatunków:
- Neopectinimura beckeri Park, 2010
- Neopectinimura calligina Park et Byun, 2010
- Neopectinimura devosi Park, 2014
- Neopectinimura madangensis Park et Byun, 2010
- Neopectinimura morobeensis Park et Byun, 2010
- Neopectinimura setiola Park et Byun, 2010
- Neopectinimura trichodes Park, 2014
- Neopectinimura walmakensis Park, 2014